# GPMI
通用多媒体接口（英語：General Purpose Multimedia Interface，缩写：GPMI）是一种新型的数字化音视频传输接口，并且支持双向控制、多条数据流、高功率供电。是一种类似HDMI和DisplayPort的音视频传输标准。GPMI可用于电视、显示器与机顶盒、电脑、手机等设备之间的连接。

## 发展历史
2019年第一届8K峰会后，深圳国际8K超高清视频产业协作联盟成立超高清接口工作组成立，正式启动技术研发。
2021年第二届8K峰会上发布了GPMI核心团体标准（征求意见稿）。
2023年第三届8K峰会上正式发布了FPGA样机。
2024年第四届8K峰会上，正式发布行业标准（征求意见稿），并联合产业界伙伴（华为、创维、海信等50余家产业链企业）共同发布了产业路线。同年12月，GPMI获得USB開發者論壇授权的SVID（0XFF10），实现与Type-C生态的融合。
2025年2月28日，《通用多媒体接口规范》5项系列团体标准发布。

## 简介
相较于现有的接口技术，GPMI拥有双向多流、双向控制、高功供电、生态兼容、极速传输、快速唤醒和全链安全等优势。
其物理传输接口为USB Type-C与Type-B（专有形态，非USB Type-B）。其中Type-C接口支持240W电力传输和96Gbps带宽。Type-B接口支持480W的电力传输和192Gbps带宽。
安全方面，GPMI支持ADCP内容保护协议。ADCP基于国际认可的国家安全算法，包括SM3和SM4。相较于HDCP协议，ADCP还支持帧级加密，并实现同一链路多节点间的安全通信。认证及授权性能相较于HDCP协议2秒以上性能，ADCP性能低于200ms。